# Assemblea Nacional (Gabon)
L'Assemblea Nacional (en francès: Assemblée Nationale) és la cambra baixa del Parlament de Gabon. Té 143 membres, triats pel sistema de dues voltes.